# The Addams Family (videogioco 1992 computer 8 bit)
The Addams Family è un videogioco a piattaforme pubblicato dalla Ocean Software nel 1992 per Amstrad CPC, Commodore 64 e ZX Spectrum. Il titolo è ispirato al film La famiglia Addams.
Nello stesso periodo la Ocean pubblicò The Addams Family con licenza del film anche per altre piattaforme, ma con un design molto diverso.

## Trama
Il gioco segue il cammino di Gomez Addams, intento a salvare sei membri della sua famiglia, che sono stati rapiti e nascosti nella sua magione, piena di trappole, strane creature e fenomeni soprannaturali. Dovrà affrontare l'intricata casa Addams, il terreno circostante e il labirinto sotterraneo.

## Modalità di gioco
The Addams Family è un platform bidimensionale a schermate fisse che rappresentano singole stanze o ambienti. Gomez può soltanto spostarsi a destra e sinistra e saltare. L'insieme di stanze forma un labirinto da esplorare; il passaggio da una stanza all'altra può avvenire ai bordi dello schermo, tra stanze adiacenti in tutte le quattro direzioni, oppure attraversando porte sullo sfondo. Alcune porte sono inizialmente chiuse e diventano accessibili solo dopo aver trovato la chiave del rispettivo colore (ce ne sono di sei colori).
Si incontrano vari tipi di creature e trappole, nonché piattaforme mobili, sotto forma di calderoni fluttuanti. Alcuni tipi di creature si possono eliminare o stordire saltandoci sopra, altre sono invulnerabili.
I nemici si muovono seguendo schemi e percorsi predefiniti. A volte saltare su di loro può essere una tecnica necessaria per raggiungere punti inaccessibili.
Il contatto con i pericoli fa perdere all'istante una vita. Inoltre per ogni vita Gomez ha una barra del tempo a disposizione, formata da sei cuori che si riducono progressivamente, e che si può ricaricare raccogliendo cuoricini.
Quando si riesce a raggiungere uno dei sei componenti della famiglia Addams, si deve superare un minigioco per poterlo definitivamente salvare. I minigiochi consistono in una singola stanza, diversa per ogni personaggio, dove Gomez deve resistere schivando i pericoli per un tempo prefissato.

## Colonna sonora
Il celebre tema della Famiglia Addams è presente nell'introduzione; durante l'azione di gioco ci sono soltanto effetti sonori.

## Accoglienza
Sulla stampa europea dell'epoca le versioni Amstrad CPC e ZX Spectrum furono accolte spesso molto positivamente. La versione Commodore 64 non fu altrettanto apprezzata, venendo a volte descritta come un tipo di gioco ormai datato, tipico di 5-6 anni prima. La stampa tedesca fu particolarmente negativa nei confronti di questa versione.